# Nati il 27 gennaio

## XIII secolo(1)
- 1242 - Margherita d'Ungheria, religiosa e santa ungherese († 1271)

## XV secolo(2)
- 1443 - Alberto III di Sassonia, nobile († 1500)
- 1454 - Juan López, cardinale e arcivescovo cattolico spagnolo († 1501)

## XVI secolo(8)
- 1512 - Egidio Foscarari, teologo e vescovo cattolico italiano († 1564)
- 1514 - Bernardino Maffei, cardinale e arcivescovo cattolico italiano († 1553)
- 1518 - Jean de Locquenghien, belga († 1574)
- 1546 - Gioacchino Federico di Brandeburgo, nobile († 1608)
- 1557 - ʿAbbās I il Grande, sovrano e militare persiano († 1629)
- 1579 - Antonio Tornielli, vescovo cattolico italiano († 1650)
- 1585 - Hendrick Avercamp, pittore olandese († 1634)
- 1600 - Papa Clemente IX, papa, arcivescovo cattolico e cardinale italiano († 1669)

## XVII secolo(13)
- 1614 - Anna Caterina Dorotea di Salm-Kyrburg, duchessa († 1655)
- 1615 - Nicolas Fouquet, politico francese († 1680)
- 1621 - Thomas Willis, medico e anatomista britannico († 1675)
- 1622 - Pasquale Malaspina, nobile italiano († 1669)
- 1641 - Edward Noel, I conte di Gainsborough, nobile e politico inglese († 1689)
- 1649 - Jean Devaux, medico e chirurgo francese († 1729)
- 1655 - Henri de Nesmond, arcivescovo cattolico francese († 1727)
- 1662 - Richard Bentley, filologo classico, teologo e critico letterario inglese († 1742)
- 1669 - Tiberio Carafa, militare e letterato italiano († 1742)
- 1674 - Francesco Alessandro di Nassau-Hadamar, nobile tedesco († 1711)
- 1675 - Erik Benzelius il Giovane, arcivescovo luterano, teologo e bibliotecario svedese († 1743)
- 1679 - Jean-François de Troy, pittore francese († 1752)
- 1691 - Cristiano Ulrico II di Württemberg-Wilhelminenort, generale prussiano († 1734)

## XVIII secolo(31)
- 1701 - Johann Nikolaus von Hontheim, vescovo cattolico, storico e teologo tedesco († 1790)
- 1708 - Anna Petrovna Romanova, nobile († 1728)
- 1715 - Giacinto Sardi, vescovo cattolico italiano († 1786)
- 1720 - Samuel Foote, attore teatrale, drammaturgo e impresario teatrale britannico († 1777)
- 1722 - Benedict Swingate Calvert, politico statunitense († 1788)
- 1727 - Juan de Velasco, presbitero, gesuita e storico ecuadoriano († 1792)
- 1730 - Jean-Martin Moyë, presbitero francese († 1793)
- 1733 - Joseph Adam von Arco, arcivescovo cattolico austriaco († 1802)
- 1734 - Francesco Colelli, pittore italiano († 1820)
- 1735 - Étienne Clavière, politico e banchiere francese († 1793)
- 1739 - Jean-Chrysostome de Villaret, vescovo cattolico francese († 1824)
- 1741 - Hester Lynch Piozzi, scrittrice e mecenate britannica († 1821)
- 1749 - Franz Karl Alter, gesuita, filologo classico e insegnante austriaco († 1804)
- 1755 - Francesco Nava, nobile e politico italiano († 1807)
- 1756 - Wolfgang Amadeus Mozart, compositore austriaco († 1791)
- 1757 - Juan Domingo Pignatelli de Aragón y Gonzaga, militare spagnolo († 1819)
- 1761 - Charles-Alexandre Léon Durand Linois, ammiraglio francese († 1848)
- 1766 - Jean-Baptiste Barthélemy de Lesseps, diplomatico, scrittore e esploratore francese († 1834)
- 1773 - Augusto Federico di Hannover, nobile inglese († 1843)
- 1775 - Friedrich Schelling, filosofo tedesco († 1854)
- 1780 - Giuseppe Siboni, tenore e direttore di coro italiano († 1839)
- 1782 - Ciro Pollini, medico e naturalista italiano († 1833)
- 1785 - Odorico Politi, pittore italiano († 1846)
- 1788 - Pietro Contrucci, abate, politico e epigrafista italiano († 1859)
- 1790 - Juan N. Álvarez, generale e politico messicano († 1867)
- 1790 - William Davies Evans, scacchista gallese († 1872)
- 1793 - Costanza Alfieri di Sostegno, nobile e scrittrice italiana († 1862)
- 1795 - Richard Grosvenor, II marchese di Westminster, nobile e politico inglese († 1869)
- 1797 - Francesco Ambrosoli, filologo, traduttore e editore italiano († 1868)
- 1799 - Henri de Caisne, pittore francese († 1852)
- 1799 - Leonzio Massa Saluzzo, magistrato e politico italiano († 1869)

## XIX secolo(186)
- 1801 - Amedeo Carisio, militare italiano († 1858)
- 1801 - Jenneval, attore teatrale e poeta francese († 1830)
- 1801 - Laurent-Charles Maréchal, pittore e vetraio francese († 1887)
- 1802 - Guglielmo Audisio, presbitero, storico e scrittore italiano († 1882)
- 1803 - Arthur Capell, VI conte di Essex, nobile inglese († 1892)
- 1805 - Maria Anna di Baviera, principessa († 1877)
- 1805 - Samuel Palmer, pittore britannico († 1881)
- 1805 - Sofia di Baviera, tedesca († 1872)
- 1806 - Juan Crisóstomo de Arriaga, compositore spagnolo († 1826)
- 1806 - Julius Hübner, pittore tedesco († 1882)
- 1807 - Émile Prisse d'Avennes, egittologo francese († 1879)
- 1808 - Giacomo Giacopelli, pittore e scenografo italiano († 1893)
- 1808 - Enea Sbarretti, cardinale italiano († 1884)
- 1808 - David Friedrich Strauß, teologo, filosofo e biografo tedesco († 1874)
- 1810 - Evangelista Andreoli, pianista e organista italiano († 1875)
- 1810 - Tomás Gomensoro, politico uruguaiano († 1900)
- 1811 - Ernst Dieffenbach, botanico tedesco († 1855)
- 1811 - Veronica Murialdo, pittrice e ceramista italiana († 1892)
- 1812 - Domenico Castorina, scrittore italiano († 1850)
- 1812 - Giovanni Maria Lavagna, matematico italiano († 1870)
- 1813 - Eugène Cicéri, pittore, illustratore e incisore francese († 1890)
- 1813 - Johann Jakob Frey, pittore svizzero († 1865)
- 1813 - Francesco Pedicini, arcivescovo cattolico italiano († 1886)
- 1814 - Samuel Cutler Ward, politico statunitense († 1884)
- 1814 - Carlo Giordano, politico italiano († 1883)
- 1814 - Giovanni Prati, poeta e politico italiano († 1884)
- 1814 - Eugène Viollet-le-Duc, architetto e restauratore francese († 1879)
- 1820 - Juan Crisóstomo Falcón, politico venezuelano († 1870)
- 1821 - John Chivington, militare e religioso statunitense († 1894)
- 1823 - Édouard Lalo, compositore francese († 1892)
- 1824 - Jozef Israëls, pittore olandese († 1911)
- 1824 - David McKendree Key, politico statunitense († 1900)
- 1825 - Vincenzo Saccà, patriota e funzionario italiano († 1887)
- 1826 - Michail Evgrafovič Saltykov-Ščedrin, scrittore e giornalista russo († 1889)
- 1826 - Richard Taylor, politico e generale statunitense († 1879)
- 1827 - Antonino Paternò del Toscano, politico italiano († 1893)
- 1827 - Pietro Ugo delle Favare, nobile e politico italiano († 1898)
- 1828 - Francesco Mastellari, pittore italiano († 1901)
- 1829 - Ján Botto, poeta slovacco († 1881)
- 1829 - Carlos de Haes, pittore spagnolo († 1898)
- 1829 - Isaac Roberts, astronomo britannico († 1904)
- 1830 - Carlotta Ferrari, poetessa e compositrice italiana († 1907)
- 1830 - Giulio Rovighi, patriota e imprenditore italiano († 1904)
- 1832 - Lewis Carroll, scrittore, poeta e fotografo britannico († 1898)
- 1832 - Arthur Hughes, pittore e illustratore inglese († 1915)
- 1832 - Reginald Stuart Poole, numismatico, archeologo e orientalista britannico († 1895)
- 1836 - Leopold von Sacher-Masoch, scrittore e giornalista austriaco († 1895)
- 1837 - Tomioka Tessai, pittore e calligrafo giapponese († 1924)
- 1839 - Nikolaj Ivanovič Bobrikov, politico e militare russo († 1904)
- 1839 - Hugo Kronecker, fisiologo tedesco († 1914)
- 1839 - Eugène Protot, politico francese († 1921)
- 1840 - Juan Crisóstomo Centurión, giornalista, educatore e diplomatico paraguaiano († 1909)
- 1841 - Selma Jacobsson, fotografa svedese († 1899)
- 1842 - Alix von Cotta, docente britannica († 1931)
- 1842 - Karl Dziatzko, bibliotecario e filologo classico tedesco († 1903)
- 1842 - Archip Ivanovič Kuindži, pittore russo († 1910)
- 1842 - Eugenio Prati, pittore italiano († 1907)
- 1844 - Giacomo Di Chirico, pittore italiano († 1883)
- 1844 - Numa Droz, politico svizzero († 1899)
- 1847 - Henry Scott Holland, teologo e scrittore britannico († 1918)
- 1848 - Angelo Salmoiraghi, imprenditore, ottico e ingegnere italiano († 1939)
- 1848 - Tōgō Heihachirō, ammiraglio giapponese († 1934)
- 1849 - Adolf Bachmann, storico e politico boemo († 1914)
- 1850 - Andrea Bernabè, circense italiano († 1920)
- 1850 - John Collier, politico, scrittore e pittore britannico († 1934)
- 1850 - Marie Fillunger, soprano e insegnante austriaca († 1930)
- 1850 - Edward Smith, comandante marittimo britannico († 1912)
- 1851 - Valerio Massimo Bona, dirigente d'azienda italiano († 1898)
- 1851 - Rafael Obligado, scrittore argentino († 1920)
- 1852 - Fulgence Bienvenüe, ingegnere francese († 1936)
- 1852 - Felice Caivano, avvocato, linguista e scrittore italiano († 1923)
- 1852 - Friedrich von Georgi, generale austro-ungarico († 1926)
- 1855 - Carlo Mascaretti, bibliotecario, scrittore e giornalista italiano († 1928)
- 1855 - Nikolaj Maksimovič Minskij, poeta e filosofo russo († 1937)
- 1856 - Friedrich Schur, matematico tedesco († 1932)
- 1856 - Jean-Baptiste Senderens, chimico e presbitero francese († 1937)
- 1857 - Al W. Filson, attore statunitense († 1925)
- 1857 - Raffaele Tafuri, pittore italiano († 1929)
- 1858 - Pietro Chiesa, politico italiano († 1915)
- 1858 - Pavel Nikolaevič Miljukov, politico e storico russo († 1943)
- 1858 - Louis Goulven Prat, ammiraglio francese († 1912)
- 1859 - Guglielmo II di Germania, sovrano tedesco († 1941)
- 1860 - Gabriele Possanner, medico austriaco († 1940)
- 1860 - Giovanni Volpi, arcivescovo cattolico e saggista italiano († 1931)
- 1861 - Constantin Prezan, generale rumeno († 1943)
- 1862 - Cesare De Titta, poeta italiano († 1933)
- 1862 - Eustaquio de Escandón, giocatore di polo messicano († 1933)
- 1862 - Karl Hermann Wolf, politico, editore e scrittore ceco († 1941)
- 1864 - John Walter Gregory, geologo e esploratore britannico († 1932)
- 1864 - Bela Čikoš Sesija, pittore croato († 1931)
- 1865 - Ferdinand Feyerick, schermidore belga († 1920)
- 1865 - Nikolaj Nikolaevič Pokrovskij, politico russo († 1930)
- 1865 - Giuseppa Salvo, mafiosa italiana († 1936)
- 1867 - Claude Antoine Terrasse, compositore francese († 1923)
- 1868 - Oreste Ranelletti, giurista e avvocato italiano († 1956)
- 1869 - William Bassett, dirigente sportivo, allenatore di calcio e calciatore inglese († 1937)
- 1870 - Jules-Émile Verschaffelt, fisico belga († 1955)
- 1870 - Giuseppe Lisio, italianista italiano († 1912)
- 1871 - Bodil Katharine Biørn, missionaria e infermiera norvegese († 1960)
- 1872 - Edoardo Imparati, ornitologo e naturalista italiano († 1945)
- 1872 - Philip W. Sergeant, scrittore e scacchista britannico († 1952)
- 1873 - Alfredo Dentice di Frasso, ammiraglio, imprenditore e politico italiano († 1940)
- 1873 - Arrigo Solmi, storico e giurista italiano († 1944)
- 1874 - Luigi D'Amato, medico italiano († 1951)
- 1874 - Dario Niccodemi, commediografo e sceneggiatore italiano († 1934)
- 1875 - Otto Hettner, pittore e scultore tedesco († 1931)
- 1875 - Frank MacQuarrie, attore statunitense († 1950)
- 1876 - José Luis Murature, avvocato e giornalista argentino († 1929)
- 1879 - Josip Kosor, scrittore, poeta e drammaturgo croato († 1961)
- 1879 - Lorenzo Torretta, ostacolista, velocista e calciatore italiano († 1949)
- 1880 - Nello Carotenuto, attore italiano († 1946)
- 1880 - Arturo Di Donato, pittore italiano († 1932)
- 1880 - Arthur Warncke, canottiere tedesco († 1914)
- 1881 - Piero Pirelli, imprenditore italiano († 1956)
- 1881 - Sveinn Björnsson, politico islandese († 1952)
- 1881 - Maurice Taillandier, schermidore francese († 1932)
- 1882 - Luigi Fogar, arcivescovo cattolico italiano († 1971)
- 1882 - Giuseppe Prezzolini, giornalista, scrittore e editore italiano († 1982)
- 1883 - Enrico Altavilla, giurista italiano († 1968)
- 1883 - Bernhard Aschner, medico austriaco († 1960)
- 1883 - Frederick Beck, lottatore britannico († 1972)
- 1883 - Gottfried Feder, economista e politico tedesco († 1941)
- 1883 - Bok de Korver, calciatore olandese († 1957)
- 1883 - James Lithgow, imprenditore scozzese († 1952)
- 1883 - Seán Mac Diarmada, rivoluzionario irlandese († 1916)
- 1883 - Arthur Nordenswan, tiratore a segno e militare svedese († 1970)
- 1883 - John Francis Toye, musicologo inglese († 1964)
- 1884 - Francesco Cangiullo, scrittore, poeta e pittore italiano († 1977)
- 1884 - Reinhold Hanisch, pittore cecoslovacco († 1937)
- 1884 - József Nagy, mezzofondista e velocista ungherese († 1952)
- 1885 - Gino Cassinis, ingegnere, topografo e politico italiano († 1964)
- 1885 - Jerome Kern, compositore statunitense († 1945)
- 1885 - Eduard Künneke, compositore tedesco († 1953)
- 1885 - Hans Ludwig, ciclista su strada e pistard tedesco († 1964)
- 1885 - Seison Maeda, pittore giapponese († 1977)
- 1885 - Cecil von Renthe-Fink, ambasciatore tedesco († 1964)
- 1885 - Česlav Genrichovič Sabinskij, regista cinematografico russo († 1941)
- 1885 - Umberto Scotti, calciatore italiano († 1969)
- 1886 - John Hein, lottatore statunitense († 1963)
- 1886 - Frank Nitti, mafioso italiano († 1943)
- 1887 - Carl Blegen, archeologo statunitense († 1971)
- 1887 - Karel Lamač, regista, sceneggiatore e attore ceco († 1952)
- 1887 - Ottorino Luschi, fantino italiano († 1970)
- 1887 - Paul Wenzel, militare e aviatore tedesco († 1964)
- 1888 - Ina Maria di Bassewitz-Levetzow, contessa († 1973)
- 1888 - Victor Moritz Goldschmidt, chimico norvegese († 1947)
- 1888 - Johannes Baptist Neuhäusler, vescovo cattolico, teologo e attivista tedesco († 1973)
- 1889 - Imre János Bekey, allenatore di calcio e calciatore ungherese
- 1889 - Sam Chedgzoy, calciatore e allenatore di calcio inglese († 1967)
- 1889 - János Krizmanich, ginnasta ungherese († 1944)
- 1889 - Balthasar van der Pol, fisico olandese († 1959)
- 1890 - Charles Deruyter, ciclista su strada francese († 1955)
- 1890 - Josef Rupert Geiselmann, presbitero e teologo tedesco († 1970)
- 1890 - Gerard de Kruijff, cavaliere olandese († 1968)
- 1890 - Maurice Meunier, calciatore francese († 1971)
- 1890 - Mauno Pekkala, politico finlandese († 1952)
- 1891 - Harold Cottam, ufficiale britannico († 1984)
- 1892 - Mehisti Hanim, ottomana († 1964)
- 1892 - Elisabetta Francesca d'Asburgo-Lorena, nobile († 1930)
- 1893 - Willy Böckl, pattinatore artistico su ghiaccio austriaco († 1975)
- 1893 - Oskari Friman, lottatore finlandese († 1933)
- 1893 - Song Qingling, politica cinese († 1981)
- 1894 - Manuel Carrasco, calciatore spagnolo
- 1894 - Juan de Landa, attore spagnolo († 1968)
- 1894 - Fritz Pollard, giocatore di football americano e allenatore di football americano statunitense († 1986)
- 1895 - Buddy DeSylva, compositore, paroliere e produttore discografico statunitense († 1950)
- 1895 - Violet Heming, attrice britannica († 1981)
- 1895 - Joseph Rosenstock, direttore d'orchestra statunitense († 1985)
- 1895 - Harry Ruby, compositore statunitense († 1974)
- 1896 - Augusto Gaetano Avanzini, calciatore italiano († 1979)
- 1896 - Maria Teresa Freyre de Andrade, bibliografa e bibliotecaria cubana († 1975)
- 1896 - Milton Kibbee, attore statunitense († 1970)
- 1896 - Agustín Muñoz Grandes, politico e generale spagnolo († 1970)
- 1896 - Anatolij Nikolaevič Obuchov, ballerino russo († 1962)
- 1896 - Paolo Venerosi Pesciolini, politico italiano († 1964)
- 1897 - Carl Oberg, generale tedesco († 1965)
- 1898 - Giovanni Orlandi, velocista italiano († 1977)
- 1898 - Erich Zepler, fisico e compositore di scacchi tedesco († 1980)
- 1899 - George K. Arthur, attore e comico britannico († 1985)
- 1899 - Béla Guttmann, calciatore e allenatore di calcio ungherese († 1981)
- 1899 - John Hamilton, criminale canadese († 1934)
- 1899 - Joan Rebull, scultore spagnolo († 1981)
- 1900 - Hana Meličková, attrice slovacca († 1978)
- 1900 - Hyman Rickover, ammiraglio e medico statunitense († 1986)
- 1900 - Werner Stuber, cavaliere svizzero († 1957)
- 1900 - Franco d'Urso, pittore italiano († 1989)

## XX secolo(934)
- 1901 - Willy Fritsch, attore e cantante tedesco († 1973)
- 1901 - Art Rooney, dirigente sportivo statunitense († 1988)
- 1901 - Jean Sauvaget, orientalista e storico francese († 1950)
- 1902 - Max Galler, calciatore svizzero († 1970)
- 1902 - František Miller, zoologo e insegnante cecoslovacco († 1983)
- 1903 - John Carew Eccles, neurofisiologo e filosofo australiano († 1997)
- 1903 - Paul Feierstein, calciatore lussemburghese († 1963)
- 1903 - Luigi Figini, architetto italiano († 1984)
- 1903 - Jules Noël, discobolo e pesista francese († 1940)
- 1903 - Howard Percy Robertson, matematico, fisico e cosmologo statunitense († 1961)
- 1903 - Arturo Zanuso, scrittore e traduttore italiano († 1968)
- 1903 - Biagio Zoccola, calciatore e allenatore di calcio italiano († 1972)
- 1904 - Gustavo Comollo, partigiano italiano († 2000)
- 1904 - James Gibson, psicologo statunitense († 1979)
- 1904 - Willie McLean, calciatore scozzese († 1977)
- 1905 - Ester Carloni, attrice italiana († 1996)
- 1905 - Howard McNear, attore statunitense († 1969)
- 1905 - Jean de Wouters, ingegnere e inventore belga († 1973)
- 1906 - Pio Alessandrini, politico italiano († 1996)
- 1906 - Bill Boyd, giocatore di poker statunitense († 1997)
- 1906 - Bernice Claire, cantante e attrice statunitense († 2003)
- 1906 - Radamés Gnattali, compositore, arrangiatore e direttore d'orchestra brasiliano († 1988)
- 1906 - Alberto Ruz Lhuillier, archeologo francese († 1979)
- 1906 - Kārlis Tīls, calciatore e allenatore di calcio lettone († 1967)
- 1906 - Andrea Tosto De Caro, poeta, compositore e critico d'arte italiano († 1977)
- 1907 - Mario Boneschi, avvocato e giurista italiano († 1991)
- 1907 - Carlo Chierico, calciatore italiano
- 1907 - Joyce Compton, attrice statunitense († 1997)
- 1907 - Otello Guidi, italiano († 1989)
- 1908 - Paolo Agosteo, allenatore di calcio e calciatore italiano († 1989)
- 1908 - Everett Francis Briggs, religioso statunitense († 2006)
- 1908 - Ercolano Ercolani, aviatore e militare italiano († 1970)
- 1908 - Hot Lips Page, trombettista e cantante statunitense († 1954)
- 1909 - William Adam, zoologo olandese († 1988)
- 1910 - Félix Candela, architetto spagnolo († 1997)
- 1910 - Edvard Kardelj, politico, economista e pubblicista sloveno († 1979)
- 1910 - Mike Pelliccia, cestista statunitense
- 1910 - Fred Reinfeld, scacchista e scrittore statunitense († 1964)
- 1910 - Benay Venuta, attrice statunitense († 1995)
- 1910 - Mohamed Belhassan Wazzani, giornalista e politico marocchino († 1978)
- 1911 - Marco Bertoldi, pittore italiano († 1999)
- 1911 - Filip Bonačić, pallanuotista jugoslavo († 1991)
- 1911 - Severino Canavesi, ciclista su strada e ciclocrossista italiano († 1990)
- 1911 - Giustino De Cecco, politico italiano († 1976)
- 1911 - Alfons Dorfner, canoista austriaco († 1982)
- 1911 - Simha Flapan, storico e politico israeliano († 1987)
- 1911 - Paul René Gauguin, pittore e scultore norvegese († 1976)
- 1911 - Helen Lloyd Breed, attrice statunitense († 2005)
- 1912 - Marc Daniels, regista televisivo statunitense († 1989)
- 1912 - Arne Næss, filosofo e alpinista norvegese († 2009)
- 1912 - Giantristano Papale, architetto e docente italiano († 1996)
- 1912 - Francis Rogallo, ingegnere e inventore statunitense († 2009)
- 1912 - František Šterc, calciatore cecoslovacco († 1978)
- 1912 - Luigi Stivanello, calciatore italiano
- 1913 - Milton Adolphus, pianista e compositore statunitense († 1988)
- 1913 - Baccio Bandini, regista, montatore e produttore cinematografico italiano († 1989)
- 1913 - Gaetano Dall'Oro, militare italiano († 1937)
- 1913 - Mary Frizzell, velocista canadese († 1972)
- 1913 - Jozo Matošić, calciatore e allenatore di calcio jugoslavo († 1999)
- 1913 - Lodewijk Prins, scacchista olandese († 1999)
- 1913 - Helmut Schwenn, pallanuotista tedesco († 1983)
- 1913 - Valerij Viktorovič Želobinskij, compositore e pianista russo († 1946)
- 1914 - Bruno Berra, calciatore italiano († 1992)
- 1914 - Marian Bełc, militare e aviatore polacco († 1942)
- 1914 - Bruno Fonzi, scrittore e traduttore italiano († 1976)
- 1914 - Bill Littlejohn, animatore e sindacalista statunitense († 2010)
- 1914 - Włodzimierz Miksa, militare e aviatore polacco († 1999)
- 1915 - Ed Kweller, cestista statunitense († 2003)
- 1916 - Stjepan Filipović, partigiano jugoslavo († 1942)
- 1916 - Helmut Hirsch, artista e attivista tedesco († 1937)
- 1916 - Santo Mazzarino, storico italiano († 1987)
- 1916 - Malek Ouary, scrittore e giornalista algerino († 2001)
- 1917 - Richard Fischer, calciatore austriaco († 1969)
- 1917 - Joseph Gargitter, vescovo cattolico italiano († 1991)
- 1918 - Skitch Henderson, pianista, direttore d'orchestra e compositore statunitense († 2005)
- 1918 - Elmore James, musicista e compositore statunitense († 1963)
- 1918 - Antonín Mrkos, astronomo ceco († 1996)
- 1918 - Joseph Vandevondel, cestista belga
- 1919 - Giovanni Antonelli, archivista, storico e politico italiano († 2009)
- 1919 - Ross Bagdasarian, pianista, attore e musicista statunitense († 1972)
- 1920 - Robert Abdesselam, tennista francese († 2006)
- 1920 - Frankie Albert, allenatore di football americano e giocatore di football americano statunitense († 2002)
- 1920 - František Bolček, calciatore slovacco († 1968)
- 1920 - John Box, scenografo britannico († 2005)
- 1920 - Hiroyoshi Nishizawa, aviatore giapponese († 1944)
- 1920 - Ettore Ruocco, militare e partigiano italiano († 1944)
- 1920 - Guido Tagliaferri, fisico italiano († 2000)
- 1920 - Helmut Zacharias, violinista, compositore e conduttore televisivo tedesco († 2002)
- 1921 - Ludwig Durek, calciatore e allenatore di calcio austriaco († 2000)
- 1921 - Georges Mathieu, pittore francese († 2012)
- 1921 - Donna Reed, attrice statunitense († 1986)
- 1922 - Sebahudin Biçaku, calciatore albanese
- 1922 - James Moffat, scrittore britannico († 1993)
- 1923 - Waldir Azevedo, compositore brasiliano († 1980)
- 1923 - Arduino Bizzarro, partigiano e militare italiano († 1945)
- 1923 - Enrico Braggiotti, banchiere italiano († 2019)
- 1923 - Giuseppe Fiori, giornalista, scrittore e politico italiano († 2003)
- 1923 - Nermin Sultan, principessa ottomana († 1998)
- 1923 - Amedeo Montemaggi, storico, saggista e giornalista italiano († 2011)
- 1923 - Luigi Parrocchetti, calciatore italiano
- 1924 - Rauf Denktaş, politico cipriota († 2012)
- 1924 - Francesco Leonetti, scrittore, poeta e giornalista italiano († 2017)
- 1924 - Sein Lwin, generale e politico birmano († 2004)
- 1924 - Sabu, attore indiano († 1963)
- 1924 - Giuseppe Trenzani, calciatore italiano
- 1924 - Franklin White, danzatore britannico († 2013)
- 1925 - Sufi Abu Taleb, politico e giurista egiziano († 2008)
- 1925 - Renzo Bonazzi, politico italiano († 2010)
- 1925 - Roger M. Savory, iranista e linguista britannico († 2022)
- 1926 - Peter Jackson, biologo, scrittore e fotografo britannico († 2016)
- 1926 - Maria Terrile Vietz, attrice teatrale e scrittrice italiana († 2016)
- 1926 - Ingrid Thulin, attrice svedese († 2004)
- 1927 - Giovanni Arpino, scrittore, giornalista e poeta italiano († 1987)
- 1927 - Giovanni Felice Azzone, patologo e biochimico italiano († 2022)
- 1927 - Gianni De Luca, fumettista, illustratore e pittore italiano († 1991)
- 1927 - Ancilla Marighetto, partigiana italiana († 1945)
- 1927 - Doretta Morrow, attrice, cantante e ballerina statunitense († 1968)
- 1927 - Sergio Sagnotti, attore e stuntman italiano († 1980)
- 1928 - Michael Craig, attore e sceneggiatore britannico
- 1928 - Paul Ilyinsky, politico statunitense († 2004)
- 1928 - Xhanfise Keko, regista e montatrice albanese († 2007)
- 1928 - Georges Le Rider, storico, numismatico e bibliotecario francese († 2014)
- 1928 - Hans Modrow, politico tedesco († 2023)
- 1929 - Hans Berliner, scacchista statunitense († 2017)
- 1929 - Zdenek Ceplecha, astronomo ceco († 2009)
- 1929 - Mohamed Al-Fayed, imprenditore egiziano († 2023)
- 1929 - György Gurics, lottatore ungherese († 2013)
- 1929 - Carlo Meliciani, baritono italiano († 2022)
- 1929 - Susan Reynolds, storica britannica († 2021)
- 1929 - Barbara York Main, aracnologa australiana († 2019)
- 1930 - Aloysius Ambrozic, cardinale e arcivescovo cattolico canadese († 2011)
- 1930 - Erwan Bergot, militare e scrittore francese († 1993)
- 1930 - Bobby Bland, cantante e musicista statunitense († 2013)
- 1930 - Eugenio Bomboni, giornalista italiano († 2015)
- 1930 - Carlos Cecconato, calciatore argentino († 2018)
- 1930 - Luigi Di Ruscio, poeta, scrittore e saggista italiano († 2011)
- 1930 - Luciano Giunti, arbitro di calcio italiano († 2003)
- 1930 - Darío Jara Saguier, calciatore paraguaiano († 2023)
- 1930 - Lamberto Tabellini, politico italiano († 2008)
- 1930 - Esteban Edward Torres, politico e ambasciatore statunitense († 2022)
- 1930 - Federico Vairo, calciatore argentino († 2010)
- 1930 - Bohdan Warchal, direttore d'orchestra e violinista slovacco († 2000)
- 1930 - Sobiesław Zasada, pilota di rally polacco
- 1931 - Ernst Kozlicek, calciatore austriaco († 2023)
- 1931 - Connie Rea, cestista statunitense († 2020)
- 1931 - Mordecai Richler, scrittore e sceneggiatore canadese († 2001)
- 1931 - Michelangelo Russo, politico italiano († 2006)
- 1931 - Ángel Sertucha, calciatore spagnolo († 2019)
- 1931 - Nereo Vanzan, politico italiano († 2010)
- 1932 - Jim Bain, arbitro di pallacanestro statunitense († 2017)
- 1932 - Pierre Bernard, calciatore francese († 2014)
- 1932 - Borislav Ćurčić, cestista e allenatore di pallacanestro jugoslavo († 2015)
- 1932 - Arnold Lazarus, psicologo sudafricano († 2013)
- 1932 - Zoran Prljinčević, calciatore jugoslavo († 2013)
- 1932 - Boris Šachlin, ginnasta sovietico († 2008)
- 1933 - Jerry Buss, imprenditore e giocatore di poker statunitense († 2013)
- 1933 - Alfonso Desiata, dirigente d'azienda italiano († 2006)
- 1933 - Nikolaj Fadeečev, ballerino russo († 2020)
- 1933 - Niccolò Grassi Bertazzi, politico italiano
- 1933 - Rok Klopčič, violinista, musicologo e docente sloveno († 2010)
- 1933 - Tony Windis, cestista statunitense († 2024)
- 1934 - Raymond Boudon, sociologo francese († 2013)
- 1934 - Édith Cresson, politica francese
- 1934 - George Follmer, pilota automobilistico statunitense
- 1934 - Günter Imhof, calciatore tedesco orientale († 2010)
- 1934 - Federico Mayor Zaragoza, politico e funzionario spagnolo († 2024)
- 1934 - Per Mosgaard, allenatore di calcio e calciatore norvegese († 1996)
- 1935 - Eugene Chyzowych, allenatore di calcio polacco († 2014)
- 1935 - Gene Colonnello, cantante e compositore italiano († 2011)
- 1935 - Casimir Koza, calciatore francese († 2010)
- 1935 - Franco Nenci, pugile italiano († 2020)
- 1935 - Billy Ray Smith, giocatore di football americano statunitense († 2001)
- 1935 - D. M. Thomas, scrittore e poeta britannico († 2023)
- 1936 - Barry Clark Barish, fisico statunitense
- 1936 - Gian Luigi Beccaria, linguista, glottologo e saggista italiano
- 1936 - Bruna Colombetti-Peroncini, schermitrice e maestra di scherma italiana († 2008)
- 1936 - Troy Donahue, attore statunitense († 2001)
- 1936 - Marek Halter, scrittore francese
- 1936 - Maurizio Pagani, politico italiano († 2014)
- 1936 - Danny Paton, calciatore scozzese († 2011)
- 1936 - Samuel Chao Chung Ting, fisico statunitense
- 1936 - Zoltan Vamoş, mezzofondista e siepista rumeno († 2001)
- 1936 - Bruno Visentin, calciatore e allenatore di calcio italiano († 2022)
- 1937 - Lidija Kalinina, ex ginnasta sovietica
- 1937 - John Ogdon, pianista inglese († 1989)
- 1937 - Georges Peyroche, allenatore di calcio e ex calciatore francese
- 1937 - Bud Somerville, giocatore di curling statunitense († 2023)
- 1937 - David Yallop, saggista britannico († 2018)
- 1937 - Fred Åkerström, cantante svedese († 1985)
- 1938 - António Chainho, chitarrista e compositore portoghese
- 1938 - Helen Chenoweth-Hage, politica statunitense († 2006)
- 1938 - Lando Fiorini, attore, cantante e cabarettista italiano († 2017)
- 1938 - Romolo Forlai, musicista, paroliere e fotografo italiano († 2025)
- 1938 - Michele Forte, politico italiano († 2016)
- 1938 - Raul Gil, showman, attore e cantante brasiliano
- 1938 - Maureen Giles, nuotatrice australiana
- 1938 - Ron Holmberg, ex tennista statunitense
- 1938 - Mario Malausa, carabiniere italiano († 1963)
- 1938 - Mary Anne Marchino, nuotatrice statunitense († 2021)
- 1938 - Jean-Francois Marquet, filosofo, storico della filosofia e traduttore francese († 2017)
- 1938 - Silvano Merkuza, ex calciatore italiano
- 1938 - Ruy Ohtake, architetto brasiliano († 2021)
- 1938 - Viktor Ždanovič, ex schermidore sovietico
- 1938 - Włodzimierz Śpiewak, calciatore polacco († 1997)
- 1939 - Guido Neri, ex ciclista su strada italiano
- 1939 - Giorgio Ramusani, ex calciatore italiano
- 1939 - Giuseppe Vacca, politico, filosofo e storico italiano
- 1940 - Fernando Ansola, calciatore spagnolo († 1986)
- 1940 - Hans Benedikter, politico e giornalista italiano
- 1940 - James Cromwell, attore e attivista statunitense
- 1940 - Charles Duchaussois, scrittore francese († 1991)
- 1940 - Chaudhry Shujaat Hussain, politico pakistano
- 1940 - Harry Kümel, regista, sceneggiatore e direttore della fotografia belga
- 1940 - Petru Lucinschi, politico moldavo
- 1940 - Enrico Mariotti, criminale italiano
- 1940 - Hugh Porter, ex pistard e ciclista su strada britannico
- 1940 - John Privitera, ex calciatore maltese
- 1940 - Giancarlo Elia Valori, dirigente d'azienda italiano
- 1941 - Ángel Acevedo, ex wrestler portoricano
- 1941 - Joe Cutajar, cantante maltese († 2024)
- 1941 - Franco De Pedrina, ex canottiere italiano
- 1941 - Bobby Hutcherson, vibrafonista statunitense († 2016)
- 1941 - Youri Messen-Jaschin, pittore svizzero
- 1941 - Gilberto Severini, scrittore italiano († 2025)
- 1941 - Beatrice Tinsley, astronoma neozelandese († 1981)
- 1941 - John Worbye, calciatore danese († 1996)
- 1942 - Tasuku Honjo, medico giapponese
- 1942 - Aniela Majde, ex cestista polacca
- 1942 - Paul Quilès, politico francese († 2021)
- 1942 - Stewart Raffill, regista e sceneggiatore britannico
- 1942 - Valentin Samungi, pallamanista rumeno († 2024)
- 1942 - Bronisław Sularz, calciatore polacco († 2007)
- 1942 - John Witherspoon, attore e comico statunitense († 2019)
- 1942 - Steve Wynn, collezionista d'arte e imprenditore statunitense
- 1943 - Fric Detiček, ex sciatore alpino sloveno
- 1943 - Farouq Diouri, ex cestista marocchino
- 1943 - Sue Longhurst, attrice britannica
- 1943 - John Mica, politico statunitense
- 1943 - Mike Stringfellow, ex calciatore inglese
- 1944 - Adenan Satem, politico malese († 2017)
- 1944 - Yves Boissier, ex schermidore francese
- 1944 - Mairead Corrigan, pacifista britannica
- 1944 - Kevin Coyne, cantante, compositore e scrittore inglese († 2004)
- 1944 - Nick Mason, batterista, compositore e produttore discografico britannico
- 1944 - Jabulani Adatus Nxumalo, arcivescovo cattolico sudafricano
- 1944 - Braulio Rodríguez Plaza, arcivescovo cattolico spagnolo
- 1944 - Sam Smith, cestista statunitense († 2022)
- 1945 - Clarissa Pinkola Estés, scrittrice, poetessa e psicoanalista statunitense
- 1945 - Françoise Gay, ex sciatrice alpina svizzera
- 1945 - Ivair Ferreira, calciatore brasiliano († 2024)
- 1945 - Henri Texier, contrabbassista e compositore francese
- 1946 - Akuetteh Armah, ex calciatore ghanese
- 1946 - Don Dohler, regista statunitense († 2006)
- 1946 - Eva Romanová, ex danzatrice su ghiaccio cecoslovacca
- 1946 - Nedra Talley, cantante statunitense
- 1947 - Ciro Ippolito, produttore cinematografico, sceneggiatore e attore italiano
- 1947 - Miloš Marković, pallanuotista jugoslavo († 2010)
- 1947 - Sergio Moroni, politico italiano († 1992)
- 1947 - Branislav Pokrajac, pallamanista e allenatore di pallamano serbo († 2018)
- 1947 - Cal Schenkel, illustratore statunitense
- 1947 - Momčilo Stojanović, calciatore jugoslavo († 2010)
- 1947 - Gianni Tamino, biologo e politico italiano
- 1948 - Michail Baryšnikov, ballerino, coreografo e attore sovietico
- 1948 - Valerij Borisovič Brajnin, poeta, musicologo e pedagogo russo
- 1948 - Jean-Philippe Collard, pianista francese
- 1948 - Bob Nichols, giocatore di curling statunitense
- 1948 - Giovanni Paciullo, giurista italiano
- 1948 - Alec Papadakis, ex calciatore greco
- 1948 - Angelika Schafferer, ex slittinista austriaca
- 1948 - J. Anderson Thomson, psichiatra e scrittore statunitense
- 1948 - Stanisław Tymiński, imprenditore e politico polacco
- 1949 - Elmer Acevedo, calciatore salvadoregno († 2017)
- 1949 - Montxo Armendáriz, regista e sceneggiatore spagnolo
- 1949 - Antony Beaumont, musicologo, scrittore e direttore d'orchestra inglese
- 1949 - Djavan, cantante, compositore e chitarrista brasiliano
- 1949 - Nkosazana Dlamini-Zuma, politica e medico sudafricana
- 1949 - Jack Douglas, produttore discografico statunitense
- 1949 - Alessandro Lami, filologo classico e grecista italiano († 2015)
- 1949 - Marilyn Musgrave, politica statunitense
- 1949 - Donatella Paradisi, scrittrice e giornalista italiana
- 1949 - Giuseppe Pepe, ex tiratore a volo italiano
- 1949 - Zbigniew Rybczyński, regista polacco
- 1949 - Per Røntved, calciatore danese († 2023)
- 1949 - Ingo Sensburg, ex mezzofondista e maratoneta tedesco
- 1949 - Galina Stepanskaja, ex pattinatrice di velocità su ghiaccio sovietica
- 1950 - Jiří Bubla, ex hockeista su ghiaccio ceco
- 1950 - Pedro Juan Gutiérrez, scrittore, poeta e pittore cubano
- 1950 - Peter Horbury, designer britannico († 2023)
- 1950 - Karen Kondazian, attrice e attrice teatrale statunitense
- 1950 - Russ Lee, ex cestista statunitense
- 1950 - Beppe Lopetrone, fotografo italiano († 2007)
- 1951 - Alexander, illusionista e conduttore televisivo italiano
- 1951 - Brian Downey, batterista irlandese
- 1951 - Brian Eastick, allenatore di calcio e ex calciatore inglese
- 1951 - Gerd Gebhardt, produttore discografico tedesco
- 1951 - Mike Machette, ex tennista statunitense
- 1952 - Veronica Burton, ex tennista britannica
- 1952 - Christine Dulac, ex cestista francese
- 1952 - Osman Hassan, ex cestista egiziano
- 1952 - Italo Farnetani, pediatra, diplomatico e divulgatore scientifico italiano
- 1952 - Marisa Figurato, giornalista italiana
- 1952 - Brian Gottfried, ex tennista statunitense
- 1952 - Asma Jahangir, avvocata e attivista pakistana († 2018)
- 1952 - Billy Johnson, ex giocatore di football americano statunitense
- 1952 - Stewart Jump, ex calciatore inglese
- 1952 - Calogero La Piana, arcivescovo cattolico italiano
- 1952 - Karin Lustgart, ex cestista tedesca
- 1952 - Grégoire M'Bida, ex calciatore camerunese
- 1952 - Hiroyuki Nasu, regista e sceneggiatore giapponese († 2005)
- 1952 - Ron Richardson, attore e baritono statunitense († 1995)
- 1953 - Bruno Astesana, musicista italiano († 2020)
- 1953 - Joe Bob Briggs, attore, scrittore e critico cinematografico statunitense
- 1953 - Richard Bremmer, attore britannico
- 1953 - Per Brogeland, allenatore di calcio e ex calciatore norvegese
- 1953 - Michael Burley, ex pentatleta statunitense
- 1953 - Sofia Dionisio, attrice italiana
- 1953 - Göran Flodström, ex schermidore svedese
- 1953 - Rasoul Korbekandi, allenatore di calcio e ex calciatore iraniano
- 1953 - Celso Machado, musicista, chitarrista e percussionista brasiliano
- 1953 - Enrique Martínez Heredia, ex ciclista su strada e pistard spagnolo
- 1953 - Mazarópi, allenatore di calcio e ex calciatore brasiliano
- 1953 - Bob Mintzer, musicista, compositore e arrangiatore statunitense
- 1953 - Vincenzo Mollica, giornalista, scrittore e disegnatore italiano
- 1953 - Wilfried Reybrouck, ex ciclista su strada belga
- 1953 - Pasquale Scialò, musicologo e compositore italiano
- 1953 - Valerij Michajlovič Šavyrin, compositore di scacchi russo
- 1954 - Karel De Gucht, politico belga
- 1954 - Peter Laird, fumettista statunitense
- 1954 - Vincenzo Lavarra, politico e giornalista italiano
- 1954 - Debbie Leonidas, ex calciatrice neozelandese
- 1954 - Stelios Papaflōratos, ex calciatore greco
- 1954 - Ernő Polgár, scrittore e drammaturgo ungherese († 2018)
- 1954 - Luis Eduardo Reyes, ex calciatore colombiano
- 1954 - Hugo Villaverde, calciatore argentino († 2024)
- 1954 - Viktor Zolotov, generale russo
- 1955 - Boris Altshuler, fisico russo
- 1955 - Osvaldo Arecco, ex calciatore italiano
- 1955 - Wesley Cox, cestista statunitense († 2024)
- 1955 - Walter Grootaers, cantante, conduttore televisivo e politico belga
- 1955 - Jacques Halbert, artista francese
- 1955 - Eugene Jarvis, autore di videogiochi, ingegnere e informatico statunitense
- 1955 - John G. Roberts, giurista e avvocato statunitense
- 1956 - Susanne Blakeslee, doppiatrice statunitense
- 1956 - Ramón Castro Castro, vescovo cattolico messicano
- 1956 - Vittoria D'Incecco, politica italiana
- 1956 - Harry Davis, ex cestista statunitense
- 1956 - Ermanna Montanari, attrice teatrale e scenografa italiana
- 1956 - Sean O'Keefe, politico statunitense
- 1956 - Lasse Opseth, ex calciatore norvegese
- 1956 - Mimi Rogers, attrice statunitense
- 1956 - Karl Rubin, matematico statunitense
- 1957 - Andrea Ballabio, medico italiano
- 1957 - Josep Carbonell, ex velocista spagnolo
- 1957 - Miguel Ángel Díaz, allenatore di calcio e ex calciatore salvadoregno
- 1957 - Gerardo Galeote, politico spagnolo
- 1957 - Janick Gers, chitarrista britannico
- 1957 - Joanna, cantante e musicista brasiliana
- 1957 - Stefano Mariani, ex calciatore italiano
- 1957 - Frank Miller, fumettista e sceneggiatore statunitense
- 1957 - Dino Pagliari, allenatore di calcio e ex calciatore italiano
- 1957 - Mario Pierangeli, militare italiano († 2000)
- 1957 - Gordon Sweetzer, allenatore di calcio e ex calciatore canadese
- 1957 - Savo Vučević, ex cestista e allenatore di pallacanestro montenegrino
- 1957 - Massimo Zamboni, chitarrista, cantautore e scrittore italiano
- 1958 - Synan Braddish, ex calciatore irlandese
- 1958 - Nora von Collande, attrice tedesca
- 1958 - Gary Goodchild, allenatore di calcio e ex calciatore inglese
- 1958 - Habib Koité, cantautore e polistrumentista maliano
- 1958 - Mario Lolini, politico italiano
- 1958 - Susanna Thompson, attrice statunitense
- 1959 - Cris Collinsworth, ex giocatore di football americano statunitense
- 1959 - Göran Hägglund, politico svedese
- 1959 - Christine Loike, ex sciatrice alpina austriaca
- 1959 - Elizabeth Norberg-Schulz, soprano norvegese
- 1959 - Keith Olbermann, giornalista e scrittore statunitense
- 1959 - Elvira Seminara, scrittrice italiana
- 1959 - Glenn Taranto, attore e sceneggiatore statunitense
- 1959 - Miroslav Šimek, ex canoista ceco
- 1960 - Carlos Font, ex sciatore alpino andorrano
- 1960 - Clara Gaymard, imprenditrice e funzionaria francese
- 1960 - Samia Suluhu, politica tanzaniana
- 1960 - Ian Morris, storico e archeologo britannico
- 1960 - Heather Parisi, cantante, ballerina e conduttrice televisiva statunitense
- 1960 - Philip Rosenthal, attore e scrittore statunitense
- 1960 - Ngarmpun Vejjajiva, scrittrice e traduttrice thailandese
- 1960 - Dimităr Zaprjanov, judoka bulgaro († 2024)
- 1960 - Zhang Yueqin, ex cestista cinese
- 1961 - Jean-Paul Banos, ex schermidore canadese
- 1961 - Julie Caitlin Brown, attrice statunitense
- 1961 - Giovanni Burgio, scrittore italiano
- 1961 - Stefano Ceccanti, costituzionalista e politico italiano
- 1961 - Gillian Gilbert, tastierista e chitarrista britannica
- 1961 - Ivanna Madruga, ex tennista argentina
- 1961 - Narciso Rodriguez, stilista statunitense
- 1961 - Dragiša Šarić, cestista e allenatore di pallacanestro serbo († 2008)
- 1961 - Marina Soboleva, ex schermitrice sovietica
- 1961 - Dean Steinkuhler, ex giocatore di football americano statunitense
- 1961 - Ol'ga Voščakina, ex schermitrice sovietica
- 1961 - Norizan Bakar, allenatore di calcio e ex calciatore malese
- 1962 - Viktor Berendjuga, ex pallanuotista sovietico
- 1962 - Steve Butler, ex calciatore inglese
- 1962 - Vern Cotter, ex rugbista a 15 e allenatore di rugby a 15 neozelandese
- 1962 - Khadia Diarisso, ex cestista senegalese
- 1962 - Ron Faurot, ex giocatore di football americano statunitense
- 1962 - Marc Ferrari, chitarrista statunitense
- 1962 - Anselmo Fuerte, ex ciclista su strada spagnolo
- 1962 - Kim Hyon-hui, agente segreta e criminale nordcoreana
- 1962 - Neno, calciatore portoghese († 2021)
- 1962 - Roberto Paci Dalò, compositore e regista italiano
- 1962 - Paulo Roberto, procuratore sportivo e ex calciatore brasiliano
- 1962 - Gisella Rossi, artista italiana
- 1962 - Vladimir Vochmjanin, ex tiratore a segno kazako
- 1963 - Luigi Ambrosio, matematico italiano
- 1963 - Sérgio Cabral Filho, politico e giornalista brasiliano
- 1963 - Guido Carboni, allenatore di calcio e ex calciatore italiano
- 1963 - Michele D'Anca, attore, regista e sceneggiatore italiano
- 1963 - Abdoulaye Diallo, ex calciatore senegalese
- 1963 - Christian Meyer, batterista italiano
- 1963 - George Monbiot, giornalista, saggista e ambientalista britannico
- 1963 - Paolo Monelli, allenatore di calcio e ex calciatore italiano
- 1963 - Mark Moraghan, attore, doppiatore e cantante britannico
- 1963 - Ermenegildo Rossi, sindacalista italiano
- 1963 - Clelia Sedda, attrice, drammaturga e regista teatrale italiana
- 1964 - Lale Başar, attrice turca
- 1964 - Bridget Fonda, attrice statunitense
- 1964 - Paul Fortier, ex cestista e allenatore di pallacanestro statunitense
- 1964 - Jack Haley, cestista e allenatore di pallacanestro statunitense († 2015)
- 1964 - Roberto Iavarone, poliziotto italiano († 1984)
- 1964 - Peter Méndez, ex calciatore uruguaiano
- 1964 - Birgit Peter, ex canottiera tedesca
- 1964 - Karen Stemmle, ex sciatrice alpina canadese
- 1965 - Battaglia e Miseferi, comico italiano († 2019)
- 1965 - Alan Cumming, attore e regista scozzese
- 1965 - Robbie Earle, ex calciatore giamaicano
- 1965 - Andrea Gianolla, ex cestista italiano
- 1965 - Martin Kree, ex calciatore tedesco
- 1965 - Frans Maassen, dirigente sportivo e ex ciclista su strada olandese
- 1965 - Hristo Markov, ex triplista bulgaro
- 1965 - Pete McCormack, regista cinematografico, sceneggiatore e musicista britannico
- 1965 - Mike Newell, allenatore di calcio e ex calciatore inglese
- 1965 - Espen Olafsen, allenatore di calcio e ex calciatore norvegese
- 1965 - Zagorka Počeković, ex cestista jugoslava
- 1966 - Michael De Angelis, ex hockeista su ghiaccio canadese
- 1966 - Nicoletta Merighetti, ex sciatrice alpina italiana
- 1966 - Rosalia Porcaro, attrice, comica e cabarettista italiana
- 1966 - Ken Sugimori, disegnatore giapponese
- 1966 - Tamlyn Tomita, attrice statunitense
- 1967 - Susan Aglukark, cantante e musicista canadese
- 1967 - Bobby Deol, attore indiano
- 1967 - Michael Ebling, politico tedesco
- 1967 - Frank Kornet, ex cestista statunitense
- 1967 - Rainer Müller-Hörner, triatleta tedesco
- 1967 - Michael Pham, vescovo cattolico vietnamita
- 1967 - Vittorio Zizza, politico italiano
- 1968 - Mike Patton, cantante, polistrumentista e compositore statunitense
- 1968 - Patrick Blondeau, ex calciatore francese
- 1968 - Pino Cabras, politico e giornalista italiano
- 1968 - Lucia Tilde Ingrosso, giornalista e scrittrice italiana
- 1968 - Werner Reiterer, ex discobolo e pesista australiano
- 1968 - Matt Stover, ex giocatore di football americano statunitense
- 1968 - Tricky, musicista britannico
- 1968 - Maurício de Lima, ex pallavolista brasiliano
- 1969 - Éliette Abécassis, scrittrice, paroliera e sceneggiatrice francese
- 1969 - Bisher Al-Khasawneh, funzionario, diplomatico e politico giordano
- 1969 - Vikram Bhatt, regista, sceneggiatore e produttore cinematografico indiano
- 1969 - Vilasco Fallet, ex calciatore ivoriano
- 1969 - Peter Farazijn, ex ciclista su strada belga
- 1969 - Marc Forster, regista tedesco
- 1969 - Francesco Massini, ex arbitro di calcio a 5 italiano
- 1969 - Valerio Mazzucato, ex calciatore italiano
- 1969 - Nathan McCree, compositore britannico
- 1969 - Peter Mörk, ex calciatore svedese
- 1969 - Patton Oswalt, comico, attore e cantante statunitense
- 1969 - Cornelius, musicista, compositore e disc jockey giapponese
- 1969 - Jeroen Piket, scacchista olandese
- 1969 - Carla Romano, giornalista britannica
- 1970 - Adam Brand, cantante australiano
- 1970 - Dario Brose, ex calciatore statunitense
- 1970 - Reynold Carrington, ex calciatore trinidadiano
- 1970 - Cindy Cheung, attrice statunitense
- 1970 - Svetla Dimitrova, ex ostacolista e multiplista bulgara
- 1970 - Frédéric Forte, cestista, allenatore di pallacanestro e dirigente sportivo francese († 2017)
- 1970 - Amy Hargreaves, attrice statunitense
- 1970 - Fabian Harloff, attore, conduttore radiofonico e doppiatore tedesco
- 1970 - Todd Louiso, attore e regista statunitense
- 1970 - Heather Nauert, giornalista statunitense
- 1970 - Emmanuel Pahud, flautista svizzero
- 1970 - Roberts Suharevs, ex slittinista lettone
- 1970 - Honorato Trosso, ex cestista angolano
- 1970 - Luigi Turci, allenatore di calcio, dirigente sportivo e ex calciatore italiano
- 1970 - Stefan Šalamanov, ex sciatore alpino bulgaro
- 1971 - Fann Wong, attrice, cantante e modella singaporiana
- 1971 - Joe Sant-Fournier, ex calciatore maltese
- 1971 - Ricky Subagja, ex giocatore di badminton indonesiano
- 1972 - Nathan Blake, ex calciatore gallese
- 1972 - Stefano Cesco Frare, ex hockeista su ghiaccio italiano
- 1972 - Wynne Evans, tenore gallese
- 1972 - Søren Frederiksen, allenatore di calcio e ex calciatore danese
- 1972 - Bibi Gaytán, cantante e attrice messicana
- 1972 - Diane Gerencser, ex danzatrice su ghiaccio svizzera
- 1972 - Mirjam Ott, giocatrice di curling svizzera
- 1972 - Mark Owen, cantante e ballerino britannico
- 1972 - Josh Randall, attore statunitense
- 1972 - Tobias Steinhauser, ex ciclista su strada e dirigente sportivo tedesco
- 1972 - Asi Tubi, ex calciatore israeliano
- 1972 - Keith Wood, ex rugbista a 15, imprenditore e giornalista irlandese
- 1972 - Bryant Young, ex giocatore di football americano statunitense
- 1973 - Simone Bianchi, ex lunghista italiano
- 1973 - Valjancin Bjal'kevič, calciatore bielorusso († 2014)
- 1973 - Mehdi Hasheminasab, ex calciatore iraniano
- 1973 - Pascal Jansen, allenatore di calcio e dirigente sportivo olandese
- 1973 - Sven Maes, disc-jockey e produttore discografico belga
- 1973 - Edith Márquez, cantante, compositrice e attrice messicana
- 1973 - Massimiliano Menetti, allenatore di pallacanestro italiano
- 1973 - Andi Osho, attrice, cabarettista e conduttrice televisiva britannica
- 1973 - Marc Ounemoa, allenatore di calcio e ex calciatore francese
- 1973 - Enzo Paci, attore teatrale e comico italiano
- 1973 - Pablo Paz, ex calciatore argentino
- 1973 - José Luis Rubiera, ex ciclista su strada spagnolo
- 1973 - Gorazd Štangelj, dirigente sportivo e ex ciclista su strada sloveno
- 1973 - Rusdi Suparman, ex calciatore malese
- 1974 - Ole Einar Bjørndalen, ex biatleta e fondista norvegese
- 1974 - Fama Fall, ex cestista senegalese
- 1974 - Francesca Fava, attrice italiana
- 1974 - Massimiliano Ferrigno, dirigente d'azienda e ex calciatore italiano
- 1974 - Tim Harden, ex velocista statunitense
- 1974 - Marco Malvaldi, scrittore italiano
- 1974 - Yves Nza-Boutamba, ex calciatore gabonese
- 1974 - Andrei Pavel, allenatore di tennis e ex tennista rumeno
- 1974 - Jasmin Samardžić, ex calciatore croato
- 1975 - Nicola Alberani, dirigente sportivo italiano
- 1975 - Aloísio José da Silva, ex calciatore brasiliano
- 1975 - Berardo Carboni, regista cinematografico, sceneggiatore e produttore cinematografico italiano
- 1975 - Caroline Vigneaux, comica e attrice francese
- 1975 - Cristian Casoli, pallavolista italiano
- 1975 - Claudio Gioè, attore italiano
- 1975 - Renee Humphrey, attrice statunitense
- 1975 - Daniel Okonkwo, ex cestista statunitense
- 1976 - Ahn Jung-hwan, ex calciatore sudcoreano
- 1976 - Joakim Alexandersson, ex calciatore svedese
- 1976 - Enzo Artoni, ex tennista italiano
- 1976 - Jacopo Battaglia, batterista, polistrumentista e compositore italiano
- 1976 - Renaud Capuçon, violinista francese
- 1976 - Eos Counsell, violinista gallese
- 1976 - Andrea Cupi, allenatore di calcio e ex calciatore italiano
- 1976 - Dedimar, allenatore di calcio e ex calciatore brasiliano
- 1976 - Marius Drăghici, ex pallavolista rumeno
- 1976 - James Ehnes, violinista canadese
- 1976 - Javier Estrada Fernández, arbitro di calcio spagnolo
- 1976 - Maickel Ferrier, ex calciatore olandese
- 1976 - Chris Gauthier, attore britannico († 2024)
- 1976 - Jeremy Hansen, astronauta e aviatore canadese
- 1976 - Peter Häggström, ex lunghista svedese
- 1976 - Ol'ga Kiričenko, ex nuotatrice sovietica
- 1976 - David Langer, allenatore di calcio e ex calciatore ceco
- 1976 - Todd MacCulloch, ex cestista canadese
- 1976 - Chimeddorj Munkhbat, allenatore di calcio e ex calciatore mongolo
- 1976 - Simon Petrov, ex cestista e allenatore di pallacanestro sloveno
- 1976 - Alessio Pirri, ex calciatore italiano
- 1976 - Karin Roten, ex sciatrice alpina svizzera
- 1976 - Wojciech Szala, ex calciatore polacco
- 1976 - Shreyas Talpade, attore indiano
- 1976 - Fred Taylor, ex giocatore di football americano statunitense
- 1976 - Ruby Lin, attrice taiwanese
- 1977 - Maria Francesca Bentivoglio, ex tennista italiana
- 1977 - Tina Bogataj, ex sciatrice alpina slovena
- 1977 - Hasan Cetinkaya, procuratore sportivo e ex calciatore svedese
- 1977 - Elena Vaenga, cantante russa
- 1977 - Khatia Dekanoidze, politica georgiana
- 1977 - Siramana Dembélé, allenatore di calcio e ex calciatore francese
- 1977 - Rowley Douglas, ex canottiere britannico
- 1977 - Martin Hojsík, politico slovacco
- 1977 - Artūras Javtokas, ex cestista lituano
- 1977 - Tomi Kallio, hockeista su ghiaccio finlandese
- 1977 - Donorovyn Lchùmbėngarav, allenatore di calcio e calciatore mongolo
- 1977 - Lucia Mascino, attrice italiana
- 1977 - José María Panadero, ex cestista spagnolo
- 1977 - Jaana Pelkonen, conduttrice televisiva e politica finlandese
- 1977 - Matt Perry, ex rugbista a 15 britannico
- 1977 - Vladimir Petrović, cestista serbo
- 1977 - Jan Roos, giornalista olandese
- 1978 - Jana Adámková, arbitro di calcio e ex calciatrice ceca
- 1978 - Peter Bartalský, allenatore di calcio e ex calciatore slovacco
- 1978 - Alessio Carbone, danzatore italiano
- 1978 - Paolo Cognetti, scrittore italiano
- 1978 - Robert Förster, ex ciclista su strada tedesco
- 1978 - Víctor Gutiérrez, ex calciatore messicano
- 1978 - Denys Jurčenko, astista ucraino
- 1978 - Yoshiyuki Kobayashi, allenatore di calcio e ex calciatore giapponese
- 1978 - Valerio Mieli, regista, sceneggiatore e scrittore italiano
- 1978 - Gustavo Munúa, allenatore di calcio e ex calciatore uruguaiano
- 1978 - Christian Niccum, ex slittinista statunitense
- 1978 - Dipsy Selolwane, ex calciatore botswano
- 1978 - Kai Ove Stokkeland, ex calciatore norvegese
- 1978 - Tammy Sutton-Brown, ex cestista canadese
- 1979 - Lonny Baxter, ex cestista statunitense
- 1979 - Karina Bryant, judoka britannica
- 1979 - Stefano Fanucci, ex calciatore italiano
- 1979 - Kimiko Koyama, doppiatrice giapponese
- 1979 - Loris Manià, ex pallavolista italiano
- 1979 - Inga Medvedeva, ex sciatrice alpina russa
- 1979 - Naoshi Nakamura, ex calciatore giapponese
- 1979 - Cyprien Richard, ex sciatore alpino francese
- 1979 - Ryu Tong-song, ex calciatore nordcoreano
- 1979 - Barbara Schwartz, ex tennista austriaca
- 1979 - Johnny Vazquez, ballerino messicano
- 1979 - Cornelius van Zyl, ex rugbista a 15 e allenatore di rugby a 15 sudafricano
- 1980 - André Luiz Silva do Nascimento, ex calciatore brasiliano
- 1980 - Tony Bland, ex cestista statunitense
- 1980 - Davalyn Cunningham, ex cestista statunitense
- 1980 - Nicolai Iversen, ex cestista danese
- 1980 - Līga Kļaviņa, ex multiplista lettone
- 1980 - Sarah LaFleur, attrice canadese
- 1980 - Nono Lubanzadio, ex calciatore della Repubblica Democratica del Congo
- 1980 - Len Matela, ex cestista statunitense
- 1980 - Dragan Načevski, ex calciatore macedone
- 1980 - Marat Safin, allenatore di tennis, ex tennista e ex politico russo
- 1980 - Andreas Tölzer, judoka tedesco
- 1980 - Jiří Welsch, ex cestista ceco
- 1981 - Ahmed Al-Mousa, ex calciatore saudita
- 1981 - Francisco Bass, attore argentino
- 1981 - Gennadij Garagulja, allenatore di calcio a 5 e ex giocatore di calcio a 5 russo
- 1981 - Kimberly Joines, sciatrice alpina canadese
- 1981 - Yaniv Katan, ex calciatore israeliano
- 1981 - Cullen Loeffler, giocatore di football americano statunitense
- 1981 - Gorilla Zoe, rapper statunitense
- 1981 - Alicia Molik, allenatrice di tennis e ex tennista australiana
- 1981 - Eric Neilson, skeletonista canadese
- 1981 - Patryk Rachwał, ex calciatore polacco
- 1981 - Fabrizio Schembri, triplista italiano
- 1981 - Brima Sesay, calciatore sierraleonese († 2009)
- 1981 - Christopher Tamas, ex pallavolista e allenatore di pallavolo statunitense
- 1981 - Manuel Turchi, procuratore sportivo e ex calciatore italiano
- 1981 - Tony Woodcock, ex rugbista a 15 neozelandese
- 1982 - Eva Asderaki, giudice di tennis greca
- 1982 - Gloria Aura Bortolini, regista televisiva, fotografa e giornalista italiana
- 1982 - Barbara Ertl, ex biatleta tedesca
- 1982 - Sebastián Levaggi, ex rugbista a 15 uruguaiano
- 1982 - Thomas Løvold, giocatore di curling norvegese
- 1982 - Pablo Migliore, ex calciatore argentino
- 1982 - Mark Phillips, ex calciatore inglese
- 1982 - Vasyl' Račyba, lottatore ucraino
- 1982 - María Revuelto, ex cestista spagnola
- 1982 - Xi Aihua, canottiera cinese
- 1982 - Sattar Zare, ex calciatore iraniano
- 1982 - Yoann de Boer, ex calciatore francese
- 1982 - Alair de Souza Camargo Junior, ex calciatore brasiliano
- 1982 - Zeus, wrestler giapponese
- 1983 - Carlo Colaiacovo, hockeista su ghiaccio canadese
- 1983 - Brandon Freeman, ex cestista statunitense
- 1983 - Bruce Gradkowski, ex giocatore di football americano statunitense
- 1983 - Lee Anderson Grant, ex calciatore inglese
- 1983 - Yehiel Tzagai, calciatore etiope
- 1983 - Balázs Kiss, lottatore ungherese
- 1983 - Leana Wen, medica, opinionista e editorialista cinese
- 1983 - John Lundvik, cantante, compositore e ex velocista svedese
- 1983 - José Guadalupe Martínez, ex calciatore messicano
- 1983 - Michal Ordoš, calciatore ceco
- 1983 - Jardel Pereira de Souza, ex calciatore brasiliano
- 1983 - Roberto Romiti, pallavolista italiano
- 1984 - Jurij Berežko, pallavolista russo
- 1984 - Edgar Cotto, ex calciatore guatemalteco
- 1984 - Stéphen Drouin, ex calciatore francese
- 1984 - Miguel Sebastián Garcia, ex calciatore argentino
- 1984 - Hamdi Hubais, ex calciatore omanita
- 1984 - Matt Ludeman, ex giocatore di football americano e allenatore di football americano statunitense
- 1984 - Jay Richardson, giocatore di football americano statunitense
- 1984 - Wang Na, sincronetta cinese
- 1985 - Gerard Aafjes, ex calciatore olandese
- 1985 - Samir Alla, giocatore di calcio a 5 francese
- 1985 - Rúben Amorim, allenatore di calcio e ex calciatore portoghese
- 1985 - Danleigh Borman, ex calciatore sudafricano
- 1985 - Nosaj Thing, produttore discografico e musicista statunitense
- 1985 - Karim El Ahmadi, ex calciatore marocchino
- 1985 - Laura Gauthier, conduttrice televisiva e conduttrice radiofonica francese
- 1985 - Nazir Mankiev, lottatore russo
- 1985 - Dustley Mulder, ex calciatore olandese
- 1985 - Eric Radford, ex pattinatore artistico su ghiaccio canadese
- 1985 - Hermanni Vuorinen, ex calciatore finlandese
- 1986 - Achra Avidzba, attivista e militare abcaso
- 1986 - Elena Daniločkina, cestista russa
- 1986 - Angela Eiter, arrampicatrice austriaca
- 1986 - Hassan Muath Fallatah, ex calciatore saudita
- 1986 - Melanie Fischer, calciatrice austriaca
- 1986 - Lautaro Formica, ex calciatore argentino
- 1986 - Joacim Heier, dirigente sportivo e ex calciatore norvegese
- 1986 - Sergej Litvinov, martellista bielorusso
- 1986 - Giorgi Loria, calciatore georgiano
- 1986 - Danilo Neco, ex calciatore brasiliano
- 1986 - Fabián Orellana, ex calciatore cileno
- 1986 - Jacob Peterson, ex calciatore statunitense
- 1986 - Johan Petro, ex cestista francese
- 1986 - Mohamed Rebahi, judoka algerino
- 1986 - Gavin Schmitt, pallavolista canadese
- 1987 - Sara Cardin, karateka italiana
- 1987 - Emmanuel Cerda, ex calciatore messicano
- 1987 - Andrea Consigli, calciatore italiano
- 1987 - Lily Donaldson, supermodella britannica
- 1987 - Ido Drent, attore sudafricano
- 1987 - Mohamed El-Sayed, calciatore qatariota
- 1987 - Lupe Fuentes, cantante, pornostar e produttore discografico colombiana
- 1987 - Gilberto García, ex calciatore colombiano
- 1987 - Denis Glušakov, calciatore russo
- 1987 - Michael Marrone, calciatore australiano
- 1987 - Brwa Nouri, calciatore svedese
- 1987 - Kenneth G, disc jockey e produttore discografico olandese
- 1987 - Ivan Paunić, ex cestista serbo
- 1987 - Anthony Pettis, artista marziale misto statunitense
- 1987 - Ashley Grace, cantante, chitarrista e pianista messicana
- 1987 - Katy Rose, cantante statunitense
- 1987 - Jamel Saihi, ex calciatore francese
- 1987 - Roman Šiškin, ex calciatore russo
- 1987 - Anton Šunin, ex calciatore russo
- 1987 - Daigorō Tachibana, attore teatrale giapponese
- 1987 - Ben Te'o, rugbista a 13 e rugbista a 15 neozelandese
- 1987 - Hannah Teter, ex snowboarder statunitense
- 1987 - Kristi Toliver, ex cestista e allenatrice di pallacanestro statunitense
- 1987 - Vanger, ex calciatore brasiliano
- 1987 - Ryan Wright, cestista canadese
- 1988 - Alice Burdeu, modella australiana
- 1988 - Fredric Fendrich, ex calciatore svedese
- 1988 - Christoffer Karlsson, ex calciatore svedese
- 1988 - Kerlon, ex calciatore brasiliano
- 1988 - Liu Wen, supermodella cinese
- 1988 - Kaylee Manns, pallavolista statunitense
- 1988 - Kamil Pietras, ex cestista polacco
- 1988 - Maja Vtič, saltatrice con gli sci slovena
- 1988 - Charles Zoryez, ex calciatore uruguaiano
- 1989 - Alberto Botía, calciatore spagnolo
- 1989 - Dyllón Burnside, attore e cantante statunitense
- 1989 - David Omar Rodríguez Barrera, ex calciatore spagnolo
- 1989 - Dennis Del Valle, pallavolista portoricano
- 1989 - Edgardo Goás, pallavolista portoricano
- 1989 - Jugurtha Hamroun, ex calciatore algerino
- 1989 - Jun Jung-lin, bobbista sudcoreano
- 1989 - Florian Jungwirth, ex calciatore tedesco
- 1989 - Oleksandr Kas"jan, calciatore ucraino
- 1989 - Mirko Kramarić, calciatore croato
- 1989 - Daisy Lowe, modella britannica
- 1989 - Abdoulie Mansally, ex calciatore gambiano
- 1989 - Fiorella Migliore, modella, conduttrice televisiva e attrice paraguaiana
- 1989 - Yamila Nizetich, pallavolista argentina
- 1989 - Stevan Ridley, giocatore di football americano statunitense
- 1989 - Slaviša Stojanović, calciatore serbo
- 1989 - Fabrício Urio, giocatore di calcio a 5 brasiliano
- 1989 - Thitipong Warokorn, pilota motociclistico thailandese
- 1989 - Ricky van Wolfswinkel, calciatore olandese
- 1989 - Ayron del Valle, calciatore colombiano
- 1989 - Ines Špelič, calciatrice slovena
- 1990 - Chyzyr Appaev, calciatore russo
- 1990 - Stanley Atani, calciatore francese
- 1990 - Luca Avallone, attore italiano
- 1990 - Tim Beckham, ex giocatore di baseball statunitense
- 1990 - Nicholas Bett, ostacolista keniota († 2018)
- 1990 - Jason Calliste, cestista canadese
- 1990 - Cainan De Matos, giocatore di calcio a 5 brasiliano
- 1990 - Brendan Dooling, attore statunitense
- 1990 - Kyle Fogg, cestista statunitense
- 1990 - Andrés Gil, attore, personaggio televisivo e modello argentino
- 1990 - Loco Escrito, cantante colombiano
- 1990 - Gabriela Irimia, cestista rumena
- 1990 - Rasmus Jönsson, calciatore svedese
- 1990 - Mehdi Kirch, calciatore francese
- 1990 - Niviaq Korneliussen, scrittrice groenlandese
- 1990 - Diego Lorenzi, ex calciatore brasiliano
- 1990 - Francesca Marsaglia, ex sciatrice alpina italiana
- 1990 - Maykel Montiel, calciatore nicaraguense
- 1990 - Christoph Moritz, ex calciatore tedesco
- 1990 - Dmytro Njemčaninov, calciatore ucraino
- 1990 - Mihai Onicaș, calciatore rumeno
- 1990 - Ricardo Ribeiro, calciatore portoghese
- 1990 - Marco Sahanek, calciatore austriaco
- 1990 - Anton Sosnin, ex calciatore russo
- 1990 - Wang Shanshan, calciatrice cinese
- 1991 - Iván Barton, arbitro di calcio salvadoregno
- 1991 - Nicolás Batista, ex calciatore argentino
- 1991 - Veronica Bisconti, pallavolista italiana
- 1991 - Orson Charles, giocatore di football americano statunitense
- 1991 - Aleksandr Denis'ev, slittinista russo
- 1991 - Juan Govea, calciatore ecuadoriano
- 1991 - Tim Heed, hockeista su ghiaccio svedese
- 1991 - Tomasz Hołota, calciatore polacco
- 1991 - Aleksandar Ignjovski, ex calciatore serbo
- 1991 - Alexis Jeannerod, fondista francese
- 1991 - Samy Kehli, calciatore francese
- 1991 - Zaid Krouch, calciatore marocchino
- 1991 - Raúl Lizoain, calciatore spagnolo
- 1991 - Youri Loen, calciatore olandese
- 1991 - Earnest Ross, cestista statunitense
- 1991 - Reto Schäppi, hockeista su ghiaccio svizzero
- 1991 - Paula Serrano, calciatrice spagnola
- 1991 - Vasyl' Šuptar, lottatore ucraino
- 1991 - Julio Teherán, giocatore di baseball colombiano
- 1991 - Marc Tolrà, giocatore di calcio a 5 spagnolo
- 1991 - Rithely, calciatore brasiliano
- 1991 - Tyronne del Pino, calciatore spagnolo
- 1992 - Emmanuel Andújar, cestista statunitense
- 1992 - Antonini Čulina, dirigente sportivo e ex calciatore croato
- 1992 - César Bernardo Dutra, calciatore brasiliano
- 1992 - Tio Ellinas, pilota automobilistico cipriota
- 1992 - Michela Franco, calciatrice italiana
- 1992 - Egor Krimets, calciatore uzbeko
- 1992 - Kodjo Laba, calciatore togolese
- 1992 - Aleksej Nikitin, calciatore russo
- 1992 - Isabelle Pedersen, ostacolista norvegese
- 1992 - Dušan Petković, pallavolista serbo
- 1992 - Stefano Pettinari, calciatore italiano
- 1992 - Nauraj Singh Randhawa, altista malaysiano
- 1992 - Thomas Rotter, calciatore austriaco
- 1992 - Jason Seed, hockeista su ghiaccio canadese
- 1992 - Amjyot Singh, cestista indiano
- 1992 - Kalle Taimi, calciatore finlandese
- 1992 - Hamari Traoré, calciatore maliano
- 1993 - Awudu Abass, cestista italiano
- 1993 - Mehdi Amhand, taekwondoka svizzero
- 1993 - Gheorghe Anton, ex calciatore moldavo
- 1993 - Aadil Assana, calciatore francese
- 1993 - Shauna Coxsey, arrampicatrice britannica
- 1993 - Tarō Daniel, tennista giapponese
- 1993 - Gaber Dobrovoljc, calciatore sloveno
- 1993 - Roxane Duran, attrice francese
- 1993 - Daniele Grassi, hockeista su ghiaccio svizzero
- 1993 - Etzaz Hussain, calciatore norvegese
- 1993 - Juryj Kavalëŭ, calciatore bielorusso
- 1993 - Erika Moretti, giocatrice di calcio a 5 e ex calciatrice italiana
- 1993 - Saint-Cyr Ngam Ngam, calciatore centrafricano
- 1993 - Yaya Sanogo, calciatore francese
- 1993 - Nahuel Zárate, calciatore argentino
- 1993 - Filip Zubčić, sciatore alpino croato
- 1993 - Fernando Neto, calciatore brasiliano
- 1994 - Daniel Brunskill, giocatore di football americano statunitense
- 1994 - Fernando González, calciatore messicano
- 1994 - Kaza Kajami-Keane, cestista canadese
- 1994 - Rani Khedira, calciatore tedesco
- 1994 - Alex Riberas, pilota automobilistico spagnolo
- 1994 - Georgina Rodríguez, modella argentina
- 1994 - Shane Ryan, nuotatore statunitense
- 1994 - Jack Stephens, calciatore inglese
- 1994 - Adin Vrabac, cestista bosniaco
- 1994 - Kristoffer Zachariassen, calciatore norvegese
- 1994 - Mikayıl Əliyev, ex taekwondoka azero
- 1995 - Tom Alte, cestista tedesco
- 1995 - Vedat Bora, calciatore turco
- 1995 - Antonino Bossolo, taekwondoka italiano
- 1995 - Alex Cappa, giocatore di football americano statunitense
- 1995 - Callum Elder, calciatore australiano
- 1995 - Mauro Estol, calciatore uruguaiano
- 1995 - Jordan Evans, ex giocatore di football americano statunitense
- 1995 - Claire Felix, pallavolista e allenatrice di pallavolo statunitense
- 1995 - Benedetta Gargari, attrice italiana
- 1995 - Thierry Graça, calciatore capoverdiano
- 1995 - Staniša Mandić, calciatore serbo
- 1995 - Àlex Monner, attore spagnolo
- 1995 - Harrison Reed, calciatore inglese
- 1995 - Bryan Reynolds, giocatore di baseball statunitense
- 1995 - Emil Rockov, calciatore serbo
- 1995 - Adewale Sapara, calciatore nigeriano
- 1995 - Gō Yamamoto, combinatista nordico giapponese
- 1995 - Hussein Zein, calciatore libanese
- 1995 - Willyan, calciatore brasiliano
- 1996 - Carmelo Algarañaz, calciatore boliviano
- 1996 - Luete Ava Dongo, calciatore della Repubblica Democratica del Congo
- 1996 - Alejandro Díaz Liceága, calciatore messicano
- 1996 - Marcus Epps, giocatore di football americano statunitense
- 1996 - Corentin Ermenault, pistard e ciclista su strada francese
- 1996 - Adur Etxezarreta, sciatore alpino spagnolo
- 1996 - Fu Yiting, schermitrice cinese
- 1996 - Adrien Garel, ciclista su strada e pistard francese
- 1996 - Charmaine Häusl, calciatore seychellese
- 1996 - Braeden Lemasters, attore, musicista e cantante statunitense
- 1996 - Madre London, giocatore di football americano statunitense
- 1996 - Ion Lupusor, cestista moldavo
- 1996 - Klemen Pucko, calciatore sloveno
- 1996 - Istok Rodeš, sciatore alpino croato
- 1996 - Rabahi Salim, judoka algerino
- 1996 - Ángela Tenorio, velocista ecuadoriana
- 1996 - Thayná Silva, cestista brasiliana
- 1996 - Ultimo, cantautore italiano
- 1996 - Szilárd Vereș, calciatore rumeno
- 1997 - Cédric Beullens, ciclista su strada belga
- 1997 - Moussa Diallo, calciatore francese
- 1997 - Stefanija Elfutina, velista russa
- 1997 - Fabian Gmeiner, calciatore austriaco
- 1997 - Kō Itakura, calciatore giapponese
- 1997 - Anna Jesypova, nuotatrice artistica ucraina
- 1997 - Kiril Milov, lottatore bulgaro
- 1997 - Chris Moleya, altista sudafricano
- 1997 - Lukas Mühl, calciatore tedesco
- 1997 - Kevin Pina, calciatore capoverdiano
- 1997 - Allan Sousa, calciatore brasiliano
- 1997 - Mark Spenkelink, calciatore olandese
- 1997 - Benedikt Turudić, cestista tedesco
- 1998 - Axel Óskar Andrésson, calciatore islandese
- 1998 - Devin Druid, attore statunitense
- 1998 - Fabiano Ferreira, nuotatore artistico brasiliano
- 1998 - Ido Flaisher, cestista israeliano
- 1998 - Miguel Heidemann, ciclista su strada tedesco
- 1998 - Albina Kelmendi, cantante kosovara
- 1998 - Aleksandr Lomovickij, calciatore russo
- 1998 - Magomedkhan Magomedov, lottatore russo
- 1998 - Zarinae Sapong, velocista
- 1998 - Tymur Stec'kov, calciatore ucraino
- 1998 - Rinor Topallaj, giocatore di calcio a 5 e calciatore norvegese
- 1998 - Mamadou Touré, giocatore di calcio a 5 francese
- 1998 - Henry Vaca, calciatore boliviano
- 1998 - Elise Vanderelst, mezzofondista belga
- 1999 - Jelle Duin, calciatore olandese
- 1999 - Adam Fogg, mezzofondista britannico
- 1999 - KJ Henry, giocatore di football americano statunitense
- 1999 - Melvin Imoudu, nuotatore tedesco
- 1999 - Nik'oloz Mali, calciatore georgiano
- 1999 - Sara Ongaro, nuotatrice italiana
- 1999 - Asish Rai, calciatore indiano
- 1999 - Rina, rapper e cantante kosovara
- 1999 - Gonzalo Ríos, calciatore argentino
- 1999 - Carolina Stramare, modella italiana
- 1999 - Simon Straudi, calciatore italiano
- 1999 - Kadarius Toney, giocatore di football americano statunitense
- 1999 - Sjarhej Volkaŭ, calciatore bielorusso
- 1999 - Xu Haofeng, calciatore cinese
- 2000 - Hady Ghandour, calciatore libanese
- 2000 - Morgan Gibbs-White, calciatore inglese
- 2000 - João Goulart, calciatore portoghese
- 2000 - Kamaka Hepa, cestista statunitense
- 2000 - Alexander Johansson, calciatore svedese
- 2000 - Xander Ketrzynski, pallavolista canadese
- 2000 - Giorgio Malan, pentatleta italiano
- 2000 - Blessd, cantante colombiano
- 2000 - Dimităr Mitkov, calciatore bulgaro
- 2000 - Marte Monsen, sciatrice alpina norvegese
- 2000 - Eve Ryan, attrice e modella spagnola
- 2000 - Romano Schmid, calciatore austriaco
- 2000 - Aurélien Tchouaméni, calciatore francese
- 2000 - Bailey Zimmerman, cantante statunitense

## XXI secolo(42)
- 2001 - Thomas Ceccon, nuotatore italiano
- 2001 - Fan Zhengyi, giocatore di snooker cinese
- 2001 - Tat'jana Gajdaj, nuotatrice artistica russa
- 2001 - Javier George, calciatore guyanese
- 2001 - Charbel Gomez, calciatore beninese
- 2001 - Konrad Gruszkowski, calciatore polacco
- 2001 - Marina Markova, pallavolista russa
- 2001 - Patrizio Masini, calciatore italiano
- 2001 - Eva Navarro, calciatrice spagnola
- 2001 - Alexandru Oroian, calciatore rumeno
- 2001 - Roberto Piccoli, calciatore italiano
- 2001 - Martin Tjøtta, ciclista su strada norvegese
- 2001 - Dominika Włodarczyk, ciclista su strada e ciclocrossista polacca
- 2001 - Cade York, giocatore di football americano statunitense
- 2002 - Jordan Addison, giocatore di football americano statunitense
- 2002 - Oliver Bleddyn, pistard e ciclista su strada australiano
- 2002 - Angelo Cappello, calciatore beliziano
- 2002 - Hendon Hooker, giocatore di football americano statunitense
- 2002 - Ville Koski, calciatore finlandese
- 2002 - Leandro Riedi, tennista svizzero
- 2002 - Shant Sargsyan, scacchista armeno
- 2002 - Rafael Rodrigues, calciatore portoghese
- 2003 - Kyle Blandford, sciatore alpino canadese
- 2003 - Kenji Cabrera, calciatore peruviano
- 2003 - Maksym Chlan', calciatore ucraino
- 2003 - Nils De Wilde, calciatore belga
- 2003 - Alonzo Engwanda, calciatore belga
- 2003 - Gustav Grubbe, calciatore danese
- 2003 - Ralph Konnor, sciatore freestyle statunitense
- 2003 - Lauren Scruggs, schermitrice statunitense
- 2003 - Kosi Thompson, calciatore canadese
- 2004 - Pietro Amici, calciatore sammarinese
- 2004 - Jairón Charcopa, calciatore ecuadoriano
- 2004 - Aoba Fujino, calciatrice giapponese
- 2005 - Milciades Adorno, calciatore paraguaiano
- 2005 - Tyler Bindon, calciatore neozelandese
- 2005 - Nam Su-hyeon, arciera sudcoreana
- 2005 - Bradley Nkoana, velocista sudafricano
- 2006 - Valentino Acuña, calciatore argentino
- 2006 - Kim Su-an, attrice sudcoreana
- 2006 - Ludovica Righi, sciatrice alpina italiana
- 2010 - Willis Gibson, videogiocatore statunitense

## Senza anno specificato(3)
- Colin Allen, attivista australiano
- Natsumi Ando, fumettista giapponese
- Isabella d'Armenia, regina armena († 1252)